# Čovjek koji je živio kazalište – Marin Carić
 Čovjek koji je živio kazalište – Marin Carić, hrvatski dokumentarni film o hrvatskome kazališnom, televizijskom i radijskom redatelju Marinu Cariću iz 2011. godine redateljice i scenaristice Lade Džidić. Snimatelj Krešo Vlahek.
Mate Matišić skladao je i izveo glazbu za film i pjesmu na odjavnoj špici. Film traje 74 minute.
U povodu 10. obljetnice njegove smrti Hrvatski centar ITI objavio je opsežnu monografiju o Marinu Cariću, a Dramski program HRT-a je snimio dokumentarni film o njemu pod nazivom Čovjek koji je živio kazalište. Poglavlja u ovom filmu koja opisuju Marinov život i rad i vode nas kroz priču o njemu naslova su Djetinjstvo, Lude sedamdesete, Kazališni arhipelag, Meštar od teatra, Lutke, Piscu u pohode, Glumac i njegov redatelj, Profesor, Odlazak iliti partenca. Kroz film gledatelja vodi sam Marin Carić kroz fonografski zapis razgovora koji je snimio Hrvoje Ivanković za Hrvatski radio - 3. program u ciklusu emisija Portreti umjetnika u drami. Tu su i izjave Carićevih kolega, profesora, učenika, glumaca, redatelja i prijatelja: Milana Lakoša, Tonka Maroevića, Boška Violića, Nike Pavlovića, Dubravke Crnojević Carić, Dubravke Ostojić, Mate Matišića, Hrvoja Ivankovića, Doris Šarić Kukuljice, Damira Lončara i Marija Kovača. Film sadrži bogat slikovni materijal te ulomke iz Carićevih kazališnih, televizijskih i radijskih djela, kao i isječci iz informativnih, obrazovnih i dokumentarnih emisija HRT-a u kojima je Carić govorio o temama koje su važne za kazališnu umjetnost. Film je premijerno prikazan na 10. obljetnicu Carićeve smrti.